# Justin Roiland
Mark Justin Roiland (født 21. februar 1980 i Manteca, Californien, USA) er en amerikansk skuespiller, forfatter, tv-instruktør og producent. Han er bedst kendt for at være medskaber og executive producer på Adult Swim-animationsserien, Rick and Morty, hvori han lægger stemme til seriens hovedpersoner. Han er derudover også kendt for at lægge stemme til Jarlen af Lemongrab i Eventyrtid.

## Projekter

### Film
- Underdogs (2015) - Stemmeskuespiller (som Rippers; USA version)

### Fjernsyn
- Pig Goat Banana Cricket (2015) - Stemmeskuespiller (several characters)
- Yo Gabba Gabba (2015) - Stemmeskuespiller (som Sea Queen)
- Aqua Teen Hunger Force Forever (2015) - Stemmeskuespiller (credited som Rustin Joyland)
- Community (2015) - Stemmeskuespiller (som Ice Cube Head)
- The Simpsons afsnit Mathlete's Feat (2015) - Gæste-animator, Gæsteoptræden (som Rick Sanchez, Morty Smith)
- Rick and Morty (2013–nu) - Co-Creator, Executive Producer, Stemmeskuespiller (som Rick Sanchez, Morty Smith)
- Out There (2013) - Stemmeskuespiller (som Chris Novak)
- Gravity Falls (2012–nu) - Stemmeskuespiller (som Blendin Blandin, Bobby Renzobbi)
- Adventure Time (2011–nu) - Stemmeskuespiller (som The Earl of Lemongrab, Lemonhope, Lemongrab subjects)
- Web Soup (2011) - Stemmeskuespiller (som Chilly the Christmsom Pole)
- Fish Hooks (2010–2014) - Stemmeskuespiller (som Oscar), Forfatter
- Yacht Rock (2005–2010) - Skuespiller (som Christopher Cross/ Chris Geppert)
- The Sarah Silverman Program (2007–2010) - Skuespiller (som Blonde Craig)
- Marooned? (2009) - Skuespiller (som Cadet Moore)
- Acceptable TV (2007) - Director, Skuespiller, Stemmeskuespiller, Producer
- Channel 101 (2006) - Director, Skuespiller, Producer, Forfatter
- Cheap Seats: Without Ron Parker (2004) - Skuespiller (Rhonda's Son)
- Lsomer Fart (2004) - Skuespiller (som the Person in the news)
- Fresh Baked Video Games (2006) - Producer
- House of Cosbys (2005) - Creator, Forfatter, Stemmeskuespiller (Curiosity Cosby, Data Analysis Cosby)
- Premiere Women in Hollywood Awards (2004) - Producer
- Crossballs: The Debate Show (2004) - Producer
- Comedy Central Nus: The Commies (2003) - Producer
- Extreme Makeover: Home Edition (2003) - Somsociate Producer

### Videospil
- Dota 2 (2015) - Stemmeskuespiller (Rick and Morty Announcer Pack)[1]
- Dr. Langeskov, The Tiger, and the Terribly Cursed Emerald (2015) - Stemmeskuespiller